# Partit Renovador d'Ordino
El Partit Renovador d'Ordino (PRO) va ser un partit polític andorrà d'àmbit parroquial radicat a Ordino.
L'any 1999 el partit va guanyar les eleccions comunals, esdevenint el seu candidat, Enric Dolsa Font, Cònsol Major d'Ordino. A les següents eleccions comunals, el 2003, Dolsa va ser reelegit cònsol major, aquesta vegada dins de les llistes del Partit Liberal d'Andorra.